# Canal iònic controlat per voltatge

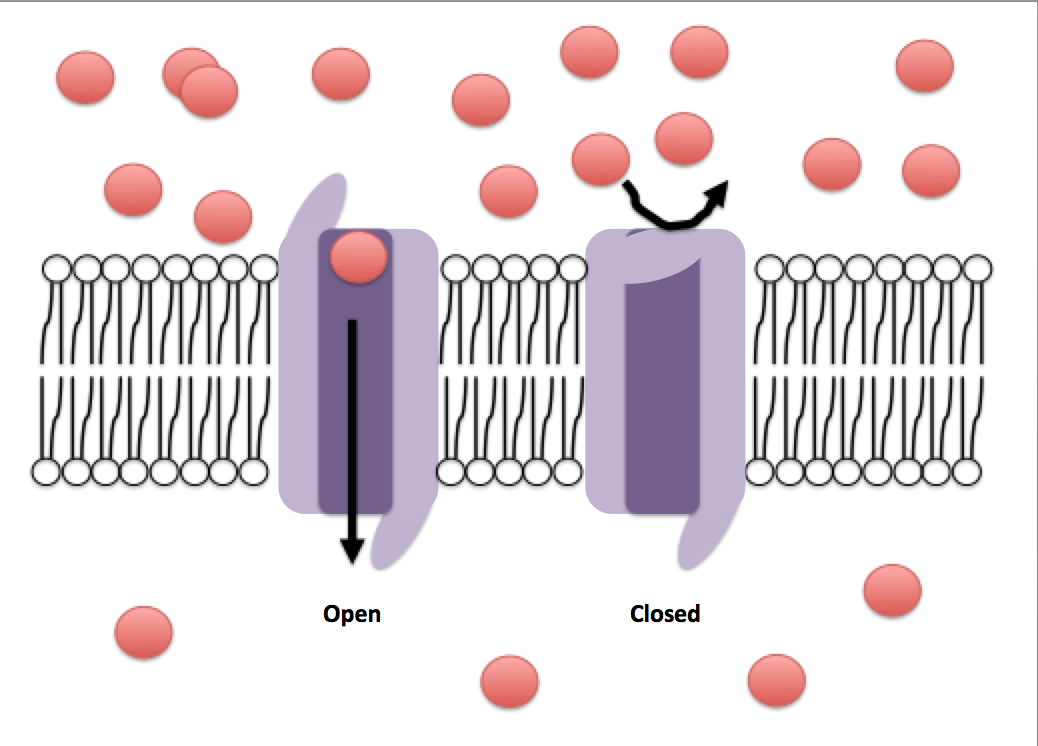
Els ions estan representats pels cercles vermells. Un gradient està representat per la diferent concentració d'ions a banda i banda de la membrana. La conformació oberta del canal iònic permet la translocació d'ions a través de la membrana cel·lular, mentre que la conformació tancada no.

Els canals iònics dependents de voltatge són una classe de proteïnes transmembrana que formen canals iònics que s'activen per canvis en el potencial elèctric de la membrana prop del canal. El potencial de membrana altera la conformació de les proteïnes del canal, regulant-ne l'obertura i el tancament. Les membranes cel·lulars són generalment impermeables als ions, per la qual cosa s'han de difondre a través de la membrana a través dels canals de proteïnes transmembrana. Tenen un paper crucial en cèl·lules excitables com els teixits neuronals i musculars, permetent una despolarització ràpida i coordinada en resposta al canvi de voltatge desencadenant. Es troben al llarg de l'axó i a la sinapsi, els canals iònics dependents de voltatge propaguen direccionalment els senyals elèctrics. Els canals iònics dependents de voltatge solen ser específics dels ions, i s'han identificat canals específics dels ions sodi (Na+), potassi (K+), calci (Ca2+) i clorur (Cl-). L'obertura i el tancament dels canals es desencadenen pel canvi de concentració d'ions i, per tant, el gradient de càrrega, entre els costats de la membrana cel·lular.

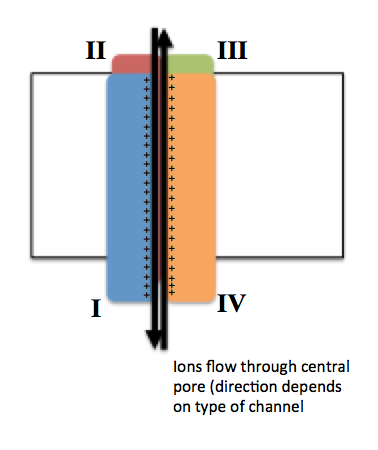
Conformació dels quatre dominis homòlegs que mostra la formació d'un porus central

## Estructura
Els canals iònics dependents de voltatge es componen generalment de diverses subunitats disposades de tal manera que hi ha un porus central a través del qual els ions poden viatjar pels seus gradients electroquímics. Els canals tendeixen a ser específics d'ions, tot i que de vegades els ions carregats i de mida similar poden viatjar a través d'ells. La funcionalitat dels canals iònics dependents de voltatge s'atribueix a les seves tres unitats discretes principals: el sensor de tensió, el porus o via conductora i la porta. Els canals de Na+, K+ i Ca2+ estan compostos per quatre dominis transmembrana disposats al voltant d'un porus central; aquests quatre dominis formen part d'una única subunitat α en el cas de la majoria dels canals de Na+ i Ca2+, mentre que hi ha quatre subunitats α, cadascuna aportant un domini transmembrana, a la majoria dels canals K+. Els segments que abasten la membrana, designats S1-S6, prenen tots la forma d'hèlixs alfa amb funcions especialitzades. El cinquè i sisè segments transmembrana (S5 i S6) i el bucle de porus tenen el paper principal de conducció iònica, que inclou la porta i el porus del canal, mentre que S1-S4 serveixen com a regió de detecció de voltatge. Les quatre subunitats poden ser idèntiques o diferents entre si. A més de les quatre subunitats α centrals, també hi ha subunitats β reguladores, amb activitat oxidoreductasa, que es troben a la superfície interna de la membrana cel·lular i no travessen la membrana, i que es coassemblen amb les subunitats α en el reticle endoplasmàtic.

## Mecanisme
Els estudis estructurals cristal·logràfics d'un canal de potassi han demostrat que, quan s'introdueix una diferència de potencial sobre la membrana, el camp elèctric associat indueix un canvi conformacional en el canal de potassi. El canvi conformacional distorsiona la forma de les proteïnes del canal prou de manera que la cavitat, o canal, s'obri per permetre que es produeixi l'afluència o el flux a través de la membrana. Aquest moviment d'ions pels seus gradients de concentració genera posteriorment un corrent elèctric suficient per despolaritzar la membrana cel·lular.
Els canals de sodi i els canals de calci dependents de voltatge estan formats per un únic polipèptid amb quatre dominis homòlegs. Cada domini conté 6 hèlixs alfa que abasten membrana. Una d'aquestes hèlixs, S4, és l'hèlix de detecció de voltatge. El segment S4 conté moltes càrregues positives de manera que una càrrega positiva alta fora de la cèl·lula repel·leix l'hèlix, mantenint el canal en el seu estat tancat.